# Montaña de Cullera
La montaña de Cullera o Sierra de los Zorros (en valenciano: muntanya de les raboses) es un monte isla del término municipal de Cullera, provincia de Valencia, Comunidad Valenciana, España. Se eleva sobre el casco antiguo de la localidad, al sur, donde alcanza su máxima altura, luego va descendiendo progresivamente según se dirige al norte hasta acabar en el mar Mediterráneo, en la zona del faro de Cullera, en forma de pequeños acantilados. Tiene una altura máxima de 233 m s. n. m. y se considera la última estribación del Sistema Ibérico antes de llegar al mar.

## Origen etimológico
El nombre de la montaña se debe a que en una época habitaban muchos conejos, haciendo que también se encontrase zorros en el mismo hábitat; pero en los últimos tiempos a causa de la especulación urbanística y la explotación turística rara vez suele verse algún zorro, excepto en contadas ocasiones.

## Urbanismo

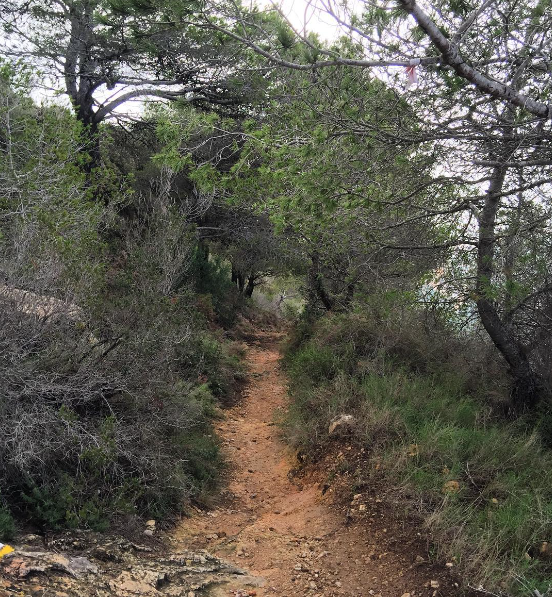
Pinada desde el castillo hacia el fuerte.

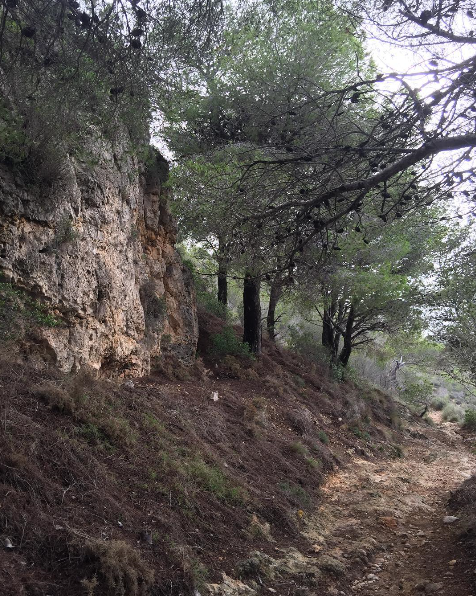
Pinada desde el castillo hacia el fuerte.

De esta montaña cabe destacar que por su situación geográfica, desde la cual se controlan todos los alrededores, siempre estuvo habitada y utilizada como atalaya, hecho constatado por el castillo de origen musulmán reformado más tarde por los cristianos, y a finales del siglo XIX se volvió a reformar para albergar un santuario, mucho más reciente es el fuerte en ruinas en la parte más elevada de la montaña que data de la época de las guerras carlistas.
Al igual que en la antigüedad se controlaban las costas de Cullera y todo el pueblo en sí, actualmente existe un mirador en la zona del castillo, con unas impresionantes vistas panorámicas de Cullera, tanto la zona del casco histórico como la zona turística; sus playas, el islote llamado Peñeta del Moro, el río Júcar y su desembocadura; así como kilómetros de arrozales, las costas de Gandía a lo lejos, el Sistema Bético que se da a la altura de la provincia de Alicante, y en los días claros, El cabo de San Antonio.
El urbanismo en la montaña se empezó a desarrollar junto con el boom turístico a principios de los años 1960, y en la actualidad es extremo, ya que es muy atractivo dadas las vistas, sobre todo en la parte más baja de la montaña, donde se construyeron gran cantidad de chalets, perforando directamente la roca.

## Vegetación y clima
La vegetación de la montaña es escasa y esteparia. Crecen algunos ejemplares de pino carrasco, arbustos y unos tipos de cactus llamados chumberas, así como la hierba muermera (clematis flammula), el narciso valenciano (gladiolus), la borraja (borago officinalis) o el té de roca (jasonia glutinosa).
Hacia el norte del término municipal de Cullera, donde la pequeña sierra va perdiendo altura, en un recoveco de la montaña, se encuentra la laguna de San Lorenzo; este es un pequeño lago rodeado de cañas y con la fauna autóctona del parque natural de la Albufera, a escasos kilómetros de distancia.
El clima Mediterráneo es el único en la montaña, con altas temperaturas y sequedad en verano, y precipitaciones abundantes al final de éste. En invierno el clima sigue siendo suave, debido a la proximidad del mar, con vientos más fríos en la montaña.

## Zonas de interés

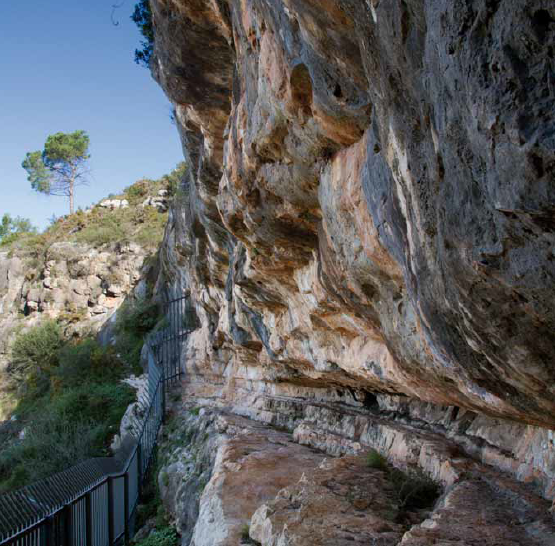
Pinturas Rupestres "Abric Lambert".

- Ruta ecoturística: Senda de la Lloma PR-CV 336, senda homologada, señalizada y circular que se inicia al norte del cementerio. Por el Segundo Collado llega al Faro. Desde allí se asciende por la montaña y por la cima hasta el castillo para volver al punto de inicio. Paisaje de huerta, marjal y playas.
- Hay un camino que sube en forma de zig-zag al Castillo de Cullera desde el pueblo.
- Al pie del castillo, en plena ladera de la montaña, quedan restos de las antiguas murallas.
- Se conserva en la ladera la llamada Torre de la Reina Mora o Torre de Santa Ana, del siglo XIII. Protegida desde 1949.
- Las letras de Cullera puede ser lo que más llame la atención en esta montaña, que asemeja el cartel de Hollywood, salvo la diferencia que estas, están pintadas en blanco sobre la roca. Son observables[4] a kilómetros de distancia y por la noche se iluminan.[5]
- Abrigo Lambert: Debe su denominación al nombre de su descubridor y vecino de Cullera Lambert Olivert. Se trata de un abrigo rupestre con manifestaciones de arte parietal con pinturas localizadas en la vertiente noroeste de la montaña de Cullera, lugar privilegiado para el asentamiento humano desde la más remota antigüedad. En el abrigo rocoso se ha identificado un panel con varias figuras pintadas en tonalidad rojo oscuro, a base de figuras cruciformes, pectiniformes y diferentes trazos verticales y horizontales, interpretados como representaciones de animales y figuraciones humanas, todas ellas dentro del denominado “Arte Esquemático“ que cronológicamente se desarrolla en la Comunidad Valenciana desde el Neolítico Antiguo hasta la Edad de Bronce. Concretamente, parece que las manifestaciones pictóricas del Abric Lambert deben situarse entre 3.000-1000 a. C. Fue declarado Patrimonio de la Humanidad por la UNESCO en 1998 con el nombre de arte rupestre del arco mediterráneo de la península ibérica.

## Etapa de la Vuelta a España
La Montaña de Cullera fue el final de la 6.ª etapa de la Vuelta a España 2021. El recorrido comenzó en la localidad valenciana de Requena e inició el ascenso a este pico desde Cullera. Cubrió, por tanto, el final de una etapa con puerto de tercera categoría y subida hasta los 190 metros de altitud.